# Centemopsis biflora
Centemopsis biflora är en amarantväxtart som först beskrevs av Schinz, och fick sitt nu gällande namn av Schinz. Centemopsis biflora ingår i släktet Centemopsis och familjen amarantväxter. Inga underarter finns listade i Catalogue of Life.